# ヒトゲノム

図は代表的なヒト二倍体の核型（karyotype）。23番染色体は男（XY）と女（XX）の両方を示す。染色体はセントロメアで整列させている。ミトコンドリアのゲノムは示していない。

ヒトゲノムは、その名の通りヒト（Homo sapiens、人間）のゲノム、すなわち、遺伝情報の1セットである。ヒトゲノムは核ゲノムとミトコンドリアゲノムから成る。

ヒトゲノムの構成要素の割合を示す。

## 概要
核ゲノムは約31億塩基対あり、細胞核内で23-24種の線状DNAに分かれて染色体を形成している。最も大きいものが2億5千万塩基対で、最も小さいものが5500万塩基対である。
染色体は22種類の常染色体とXとYの2種類の性染色体に分類される。核を持たない赤血球をのぞく体細胞は2倍体であり、同じ種類の常染色体を2本ずつ、性染色体を2本（女性はXとX、男性はXとY）の合計46本の染色体を持っている。生殖細胞は1倍体であり、常染色体を1本ずつ、性染色体を1本の合計23本の染色体を持っている。なお、細胞核中のゲノムは（フラクタル構造の一種である）ヒルベルト曲線と類似した、コンパクト形に折りたたまれていることが近年になって判明した。
ミトコンドリアゲノムは16569塩基対の環状DNAで、ミトコンドリアの中に多数存在している。体細胞も生殖細胞も約8000個ずつ持っている。
近年の研究では、ゲノム中のほとんどのノンコーディングDNAが生化学的活性（遺伝子発現調整、染色体の構造形成、エピジェネティクスのコントロールなど）を持っていることが示唆されている。

## 研究史
ヒトゲノムの塩基配列の解読を目的とするヒトゲノム計画は1984年に最初に提案され、解読作業は1991年から始まった。2000年6月26日にドラフト配列の解読を終了したのち、2003年4月14日に解読完了が宣言され、この時点でのヒトの遺伝子数の推定値は3万2615個であった。しかし、その後の解析によりこの推定値が誤りであることが判明し、新たな推定値は2万2287個であると2004年10月21日付の英科学誌『ネイチャー』
に掲載された。
ただし、本計画により解読された配列は、標準配列（複数国、複数人のゲノムDNAの混合試料）のユークロマチン領域を中心とする全ゲノムの99%の領域について、多数決的に決められたものである。このため、実際の遺伝子数は個人差などにより多少の変動が見込まれる。また、標準配列についてもヘテロクロマチン領域を中心とした未解読の領域や重複領域等について解析が継続されており、2004年の報告（HGSC Build 35）以降も定期的に修正報告がなされている。
このように少ない遺伝子からヒトの複雑な体や脳が構築されているという事実は、科学者にさえ驚きと狼狽を与えた。その後、イネ科の植物の遺伝子がヒトよりずっと多いことや、下等生物と考えられていたウニの遺伝子の数がヒトとほとんど同じであり、しかも70%がヒトと共通していることなどが判明すると、人間が遺伝子の数で他の生物より優位にあるはずだという予想は、間違いであることが確定的となった。このようにヒトゲノムの解読が終了はしたが、まだまだ全てを理解したとは言えないのである。
また「ゲノム」は1倍体（半数体）の全DNA配列であり、ヒトは2組のゲノムをもつ。このため、個人のゲノムにおいても父親と母親に由来する配列間でもある程度の差異（平均1,000塩基に1カ所程度）がある。個人ゲノム配列の解析は医学研究に重要な意味をもつことから、2008年より1000人ゲノムプロジェクトも開始された。

## ゲノム医療
ゲノム解析の結果を、病菌の原因解明や新薬開発につなげることを「ゲノム医療」といい、日本では2023年6月、ゲノム医療法が成立した（正式名称は「良質かつ適切なゲノム医療を国民が安心して受けられるようにするための施策の総合的かつ計画的な推進に関する法律」）。イギリスやアメリカ合衆国も2010年代から、ゲノム医療を国家戦略として推進している。
個人ごとの違いに合わせて、最適な治療法を探るオーダーメイド医療も研究されている。